# Green Mountain Railway

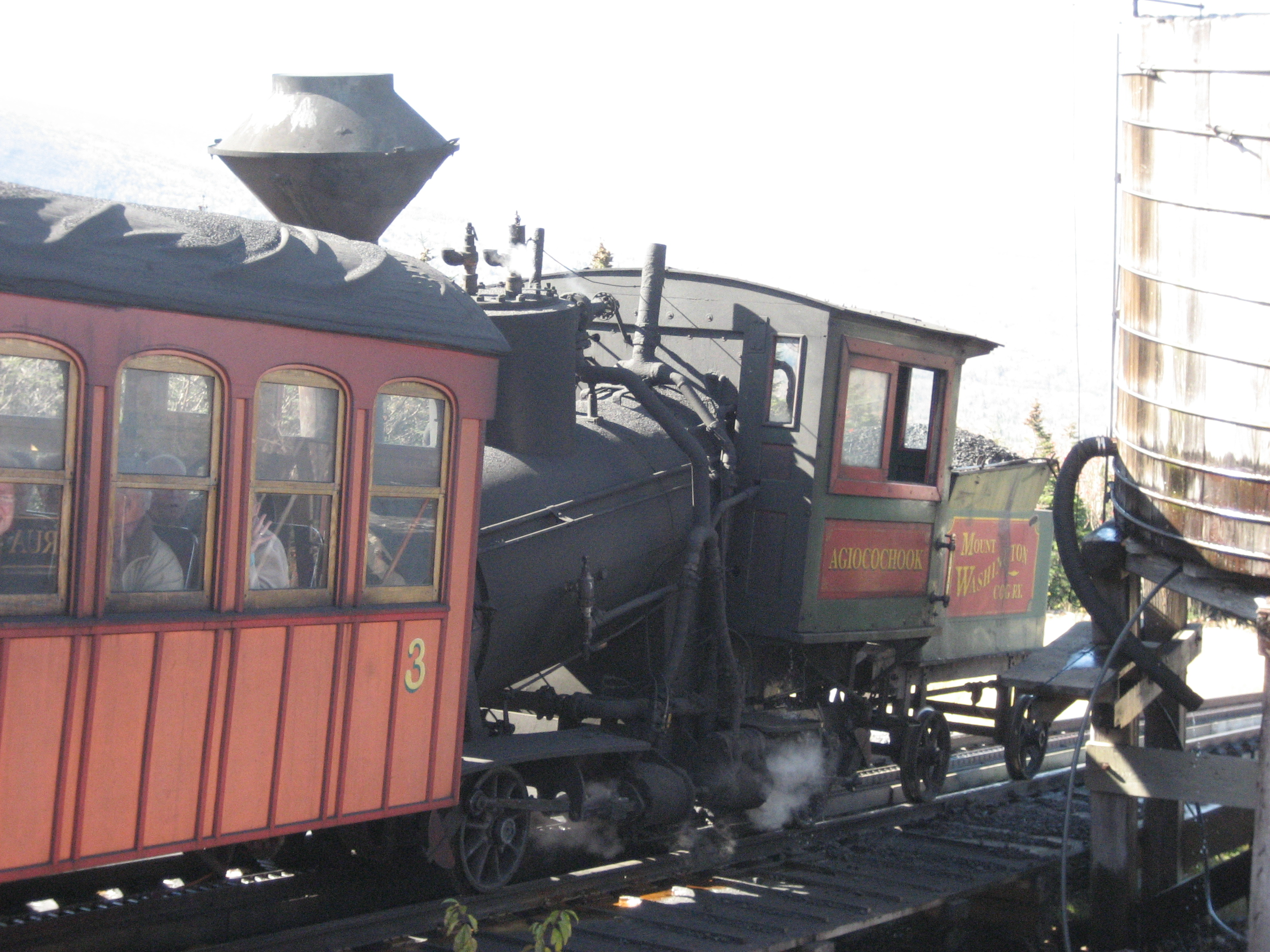
Ehem. Lok 2 der GMR auf der Mount Washington Cog Railway

Die Green Mountain Railway ist eine ehemalige Eisenbahngesellschaft in Maine (Vereinigte Staaten). Ihre einzige Strecke war eine 1,83 Kilometer lange Zahnradbahn von Bar Harbor auf die Spitze des Green Mountain (heute Cadillac Mountain) auf Mount Desert Island, der größten Insel des US-Bundesstaats Maine. Die Bahn wurde 1883 eröffnet und diente hauptsächlich dem Anschluss des Hotels auf der Bergspitze an den Fährhafen. Zwischenstationen gab es nicht. Die Steigung der Bahn betrug 30 %. Wie bei ihrem Vorbild, der Mount Washington Cog Railway in New Hampshire, wurde auch beim Bau der Green Mountain Railway die ungewöhnliche Spurweite von 4 Fuß 8 Zoll (1422 mm) verwendet.
Bereits 1890 wurde die Bahn stillgelegt und abgebaut. Drei Jahre später wurde die Gesellschaft aufgelöst. Die beiden 1883 von Manchester Locomotive Works gebauten Dampflokomotiven der Bahn wurden 1895 an die Mount Washington Cog Railway verkauft, wo sie noch heute im Einsatz sind.
Eine Musikgruppe, die auf der Insel beheimatet ist, trägt heute den Namen der Bahn.